# Wilson Zambrano
Pour les articles homonymes, voir Zambrano.
Zambrano  Larrota est un nom espagnol. Le premier nom de famille, en général paternel, est Zambrano ; le second, en général maternel, souvent omis, est Larrota.
Wilson Zambrano Larrota (né le 20 novembre 1980 à Socorro en Colombie) est un coureur cycliste colombien.

## Palmarès
- 2006
  - 1re étape de la Vuelta al Tolima
- 2007
  - Tour du Salvador
    - Classement général
    - 8e étape